# Caseneuve
Caseneuve – miejscowość i gmina we Francji, w regionie Prowansja-Alpy-Lazurowe Wybrzeże, w departamencie Vaucluse.
Według danych na rok 1990 gminę zamieszkiwały 313 osoby, a gęstość zaludnienia wynosiła 17 osób/km² (wśród 963 gmin regionu Prowansja-Alpy-W. Lazurowe Caseneuve plasuje się na 559. miejscu pod względem liczby ludności, natomiast pod względem powierzchni na miejscu 524.).